# Ростислав Михайлович
Ростислав Михайлович е руски владетел от династията на Рюриковичите. 
Той е княз на Новгородската република (1229 – 1230), Галиция (1238, 1241), Черниговското княжество (1241 – 1243), бан на Славония (1247 – 1248) и Мачва (1248 – 1262). Обявява се за цар на България, но управлява само Видинската област (приблизително между Лом и Браничево), но не получава одобрението на търновските боляри и е признат за такъв само от Унгария, за чиято принцеса Анна Арпад е женен. Чрез династични бракове, сключени от децата му, той се свърза и различни други европейските династии, включително с Асеневците, посредством брака на дъщеря си Анна Ростиславна и цар Михаил II Асен.

## Биография
Син е на новгородския княз Михаил и на Олена Романовна, дъщеря на галичкия княз Роман Мстиславич. През 1230 г. баща му е детрониран и тригодишният Ростислав е коронясан за нов княз, но само след няколко седмици семейството му е принудено да емигрира, като баща му става по-късно княз на Черниговското и на Галичкото княжество, а в края на живота си - и велик княз на Киев, но е убит от татарите (и във връзка с това обявен от Руската православна църква за мъченик). 
От 1236 до 1238 г., но все още малолетен, Ростислав оглавява Галичко-Волинското княжество, след което е изместен от своя вуйчо Даниил Галицки.
Става бан на Мачва и на Славония и получава управлението на тези област, след като през 1243 г. се жени за принцеса Анна Арпад, дъщерята на унгарския крал Бела IV. През 1255 г. жени дъщеря си от нея Анна Ростиславна за българския цар Михаил II Асен и му става съюзник във войната срещу Никея. Поради младежката възраст на Михаил Асен (тогава на около 17-18 години), оказва силно влияние върху неговата политика. След победата над никейските войски и молбата на император Теодор II Ласкарис за мир, Ростислав Михайлович е натоварен с мисията да води преговорите от българска страна. Както пише Георги Акрополит, той бил подкупен с над 1000 дара, между които расови коне, скъпоценности, скъпи платове и предмети, и подписва печално известния Регински мир, чрез който Никея получава голяма част от българските земи в Тракия и Македония, включително и превзетите през войната. В резултат на това и въпреки възраженията на Михаил II Асен, срещу договора, той е убит, вероятно от братовчед си Калиман II Асен, който заема престола и се жени за вдовицата му, за да легитимира властта си, но предизвиква отпора на Ростислав, който обсажда Търново. Макар и разбит от  Калиман II, князът взема със себе си дъщеря си (чиято чест е дошъл да защитава) и се оттегля във Видин, откъдето се обявява за цар на България, неуспешно опитвайки се да претендира за междувременно овакантения трон“. Той не успява да вземе под свой контрол столицата, а болярите подкрепят кандидатурата на Мицо Асен, който става цар на България през 1256 година. Въпреки това Ростислав, до края на живота си се нарича „цар на България", която титла му е призната от унгарците, поради родството му с управляващата страната им династия. Във връзка с претенциите си, сече монети с образа си.
Докато в България се разгаря нова борба за престола, между Константин Асен, станал известен като Константин Тих, и Мицо Асен (който бързо губи популярността и последва примера на княза - заминава за Велики Преслав и оттам "продължава управлението си", макар скоро цялата страна реално да е завзета от конкурентите му), Ростислав поема с голяма част от войските си към Бохемия, за да помогне на тъста си, краля на Унгария Бела IV, във войната му срещу местния владетел крал Отокар II. В отсъствието му, Видинската област, чак до границите на област Браничево, лесно е превзета от войските на Тих през 1260 г. Унгарците, след като сключват мирен договор с Бохемия, завземат отново Видин и възстановяват Ростислав, като владетел на Видинската област през март 1261 г. През следващите години той присъединява към земите си и отвъддунавския Северински Банат.
Наследил властта в Черниговското княжество, прекарва последните си години и там. Умира в Чернигов или Белград през 1262 г.